# Jack Dalrymple
John "Jack" Dalrymple (sinh 16 tháng 10 năm 1948) là thống đốc thứ 32 tiểu bang Bắc Dakota, Hoa Kỳ. Ông bắt đầu giữ chức vụ này từ ngày 7 tháng 12 năm 2010.